# The Day the Earth Stood Still (1951)
The Day the Earth Stood Still is een Amerikaanse zwart-witte sciencefictionfilm uit 1951 onder regie van Robert Wise met in de hoofdrollen Michael Rennie en Patricia Neal.
Het scenario voor de film is gebaseerd op het korte verhaal Farewell to the Master (1940) van Harry Bates, gepubliceerd in het SF-tijdschrift Astounding Science-Fiction. De prent geldt als een van de invloedrijkste SF-films, niet alleen van de jaren vijftig, maar ook daarna.
De film werd door de kritiek geprezen en was een bescheiden succes in de bioscopen. De totale omzet in de VS en Canada in 1951 was 1.850.000 dollar (op een budget van 1.250.000 dollar). In 1995 werd The Day the Earth Stood Still geselecteerd voor conservatie in de National Film Registry van de Library of Congress vanwege het culturele, historische en esthetische belang.

## Verhaal
Het buitenaards wezen Klaatu en zijn machtige robot landen met hun ruimteschip midden in de National Mall in Washington tijdens de Koude Oorlog. Ze brengen een belangrijke boodschap, die Klaatu door wil geven aan de leiders van alle naties. Helaas schiet een zenuwachtige soldaat hem neer. Dan komt de grote robot Gort uit het ruimteschip tevoorschijn. Hij laat tanks smelten met zijn energiewapen. De gewonde Klaatu dwingt Gort te stoppen met zijn vernietiging en Klaatu wordt naar een ziekenhuis gebracht.
Daar wordt hij bezocht door minister Harle. Klaatu vraagt hem een ontmoeting te organiseren met de Verenigde Naties, maar dat lukt niet.

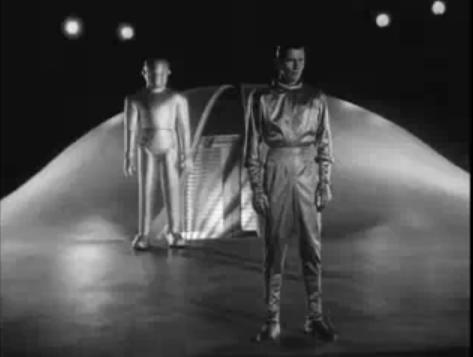
Klaatu geeft een bericht, terwijl Gort in de achtergrond staat.

Klaatu ontsnapt dan uit het ziekenhuis en om meer te weten te komen over de aardse gebruiken gaat hij in het geheim tussen de mensen wonen. Zijn omgeving begint hem echter te verdenken, met name professor Jacob Barnhardt, maar hij onderkent de geavanceerde intelligentie van Klaatu en weet hem weg te houden van de militaire politie die inmiddels is op komen dagen.
Klaatu laat aan Barnhardt weten dat buitenaardse beschavingen op de hoogte zijn van de technologische ontwikkelingen van de aarde, maar ook dat de mensen oorlogszuchtig zijn. Ook waarschuwt hij voor de robot Gort, die behoort tot een ras van superrobots die (desnoods met geweld) de opdracht hebben de vrede te handhaven in het heelal. (Wanneer men Gort uitdaagt, vernietigt hij desnoods de aarde.)
De buitenaardse beschavingen hebben besloten dat de aarde moet worden vernietigd. Omdat zowel Barnhardt als Klaatu dat nogal drastisch vinden, besluiten ze om in ieder geval een soort "demonstratie" te organiseren die de mensen in ieder geval wakker schudt. Klaatu demonstreert zijn vermogens aan de mensheid door gedurende 30 minuten alle elektriciteit op aarde uit te schakelen. De Amerikaanse regering ziet Klaatu nu als een veiligheidsrisico.
Tijdens een vuurgevecht met het leger wordt Klaatu levensgevaarlijk gewond. De robot Gort haalt Klaatu aan boord van het ruimteschip, waar hij weer tot leven wordt gewekt. Klaatu spreekt nog eenmaal de verzamelde wetenschappers toe voordat hij vertrekt. Zijn boodschap is dat de aarde moet kiezen: vreedzame co-existentie met andere beschavingen, of door Gort worden vernietigd omdat ze een bedreiging vormen.
Het ruimteschip vertrekt.

## Rolverdeling
| Acteur         | Personage                 |
| -------------- | ------------------------- |
| Michael Rennie | Klaatu                    |
| Patricia Neal  | Helen Benson              |
| Hugh Marlowe   | Tom Stevens               |
| Sam Jaffe      | Professor Jacob Barnhardt |
| Billy Gray     | Bobby Benson              |
| Frances Bavier | Mevrouw Barley            |
| Lock Martin    | Gort                      |

## Voorgeschiedenis
Het was Julian Blaustein, producent bij 20th Century Fox, opgevallen dat de verkoop van SF-tijdschriften in de VS alsmaar toenam. Blaustein die op zoek was naar onderwerpen voor films met een groot omzetpotentieel zag onmiddellijk mogelijkheden voor het thema van zijn volgende film. Het was 1949 en tot die tijd was SF in Hollywood geen belangrijk genre. Er waren de zogenaamde serials uit de jaren dertig rond Flash Gordon en Buck Rogers en losse films zoals Metropolis (overigens van Duitse oorsprong), maar het genre leek niet populair in de VS. Blaustein vermoedde echter op basis van zijn eigen waarneming dat er enorm potentieel was voor goed gemaakte originele SF-films. In de daarop volgende jaren zou hij in dat idee worden gesterkt door George Pal's Destination Moon (1950), en Howard Hawks' The Thing from Another World (1951). Zonder dat Blaustein en zijn concurrenten het wisten, vormden deze films de voorlopers van een decennium overlopend van SF-films. 
Samen met zijn assistent Maurice Hanline ging Blaustein op zoek naar een geschikt kort SF-verhaal dat kon dienen als basis voor een scenario. Al snel zagen ze in dat verhalen die in de ruimte speelden te duur zouden zijn om te verfilmen, dus concentreerden de twee zich op SF-verhalen die op de aarde speelden. De gedachten van Blaustein gingen uit naar een verhaal dat sfeer van de koude oorlog en de angst voor de atoombom illustreerde. Samen met Hanline las hij ruim tweehonderd verhalen op zoek naar het ultieme idee. Het was Hanline die een herdruk van het verhaal "Farewell to the Master" van Harry Bates las. Het verhaal was oorspronkelijk gepubliceerd in het in SF-kringen toonaangevende Astounding magazine van oktober, 1940. In het verhaal wordt beschreven hoe een buitenaards wezen, Klaatu, naar de aarde komt in zijn ruimteschip. Ondanks het feit dat Klaatu vreedzame bedoelingen heeft , wordt hij gelijk neergeschoten door Amerikaanse soldaten, nadat hij een onbekend voorwerp laat zien. Hanline en Blaustein waren enthousiast. Vooral het idee dat Klaatu onmiddellijk wordt neergeschoten als hij zijn ruimteschip verlaat, sprak tot hun verbeelding. Niet lang daarna ging Blaustein naar het hoofd van 20th Century Fox, Darryl F. Zanuck om zijn nieuwe idee voor een SF film te bespreken.
Darryl F. Zanuck zag weinig in het verhaal van Bates, maar liet zich wel overtuigen van het potentieel van een SF-productie. Uiteindelijk gaf hij toestemming de filmrechten te kopen. Astounding Magazine verkocht de rechten voor duizend dollar en gaf de helft daarvan aan schrijver Harry Bates. De volgende stap was het inhuren van een scenarist. Edmund North werd gevraagd een scenario te leveren dat was gebaseerd op ‘’Farewell to the Master’”. Als regisseur werd Robert Wise aangetrokken. Wise was de eerste keus van Blaustein en stond onder contract bij 20th Centrury Fox. De anti-militaristische boodschap van het scenario trok Wise aan, evenals het thema van de buitenaardse bezoeker. Wise was erg geïnteresseerd in UFO’s. De werktitel van de film was: ‘’Journey to the World’’

## Scenario
Op 21 februari 1951 leverde Edmund H. North het definitieve scenario voor de film in. Samen met scenario-adviseur Raymond F. Jones had hij maanden op het scenario gezwoegd. Zeven maanden daarvoor op 25 juni 1950 had North een synopsis van 35 pagina’s bij producent Julian Blaustein aangeleverd. Inmiddels was de Koreaanse oorlog uitgebroken en Blaustein was bang dat Darryl F. Zanuck, het hoofd van 20th Century Fox, weinig zou zien in een film met een uitgesproken oproep tot vrede. North was een voormalige legerofficier die heel kritisch was over het gebruik van kernwapens. Zijn scenario ademde de sfeer van anti-militarisme Wat echter in het voordeel sprak van de film was het onverwachte succes van de SF-film ‘’Destination Moon’’ die in mei 1951 was uitgekomen. Zanuck was ervan overtuigd dat ‘’Journey to the World’’ zoals de film zou heten, genoeg entertainment bevatte en hij gaf zijn goedkeuring.
De basis voor het scenario was het korte verhaal ‘’Farewell to the Master’’ (1940) van Harry Bates. Bates (1900-1983) was redacteur van diverse SF-tijdschriften en schreef ook een aantal verhalen. Bates zou allang vergeten zijn als ‘’Farewell to the Master’’ niet in 1949 zou zijn uitverkoren om als uitgangspunt te dienen voor het scenario van ‘’The Day the Earth Stood Still’’. Zijn verhaal gaat over een journalist Cliff Sutherland die samen met talloze anderen een ruimteschip ziet landen. Na twee dagen stapt een buitenaards wezen, genaamd Klaatu uit het schip. Hij wordt vergezeld door een 2,5 meter lange robot met de naam Gnut. Klaatu wordt vrijwel onmiddellijk doodgeschoten door een maniak. Lange tijd gebeurt er niets en de landingsplaats van het ruimteschip wordt omgeven door laboratoria en een museum. Wetenschappers proberen zowel de robot als het ruimteschip open te breken, maar tevergeefs. Dan ziet Sutherland dat Gnut ’s nachts tot leven komt en in het schip verdwijnt. De robot neemt Sutherland mee als hij Klaatu opnieuw tot leven wekt. Maar de nieuwe Klaatu is maar een vage kopie van het origineel. Als de geschokte Sutherland tegen Gnut roept dat de aarde spijt heeft van de moord op de eerste Klaatu, zegt de robot dat hij dit weet. Sutherland dringt er echter op aan dat Gnut zijn meesters moet informeren over de bereidheid van de aarde om tot vrede te komen, waarop de robot zegt: “Ik ben de meester!”
North baseerde zijn scenario op het verhaal, maar legde daarbij de nadruk op de vredesboodschap van Klaatu. Om die reden krijgt Klaatu een grotere rol in het filmscenario en wordt Gnut, omgedoopt in Gort, gedegradeerd tot een vernietigingsmachine. Speciaal voor het scenario ontwikkelde hij een taal die door Klaatu wordt gesproken. Drie woorden uit de taal werden wereldberoemd: ‘Klaatu barrada nikto. Het is het commando waarmee de robot Gort wordt tegengehouden om de wereld te vernietigen. 
Een deel van het scenario van North werd later door regisseur Wise uit de film gelaten. Zo is bijvoorbeeld veel dialoog tussen Klaatu en Helen Benson geschrapt. Met name dialoog waaruit blijkt dat ze verliefd op elkaar worden. In de film is de liefde meer vriendschap geworden. Een andere belangrijke ingreep in het scenario was het gevolg van de censuur. Tot ver in de jaren zestig was er een ongeschreven regel, de Hays Code dat alle scenario’s voor verfilming werden voorgelegd aan het Breen office van oppercensor Joseph Breen. De medewerkers van Breen controleerden of er zaken in het scenario stonden die niet door de beugel konden, zoals niet gestrafte ontrouw, te veel seks en geweld en inbreuk op religieuze zaken. Breen maakte bezwaar tegen het tot leven wekken van de dode Klaatu. Dit was alleen voorbehouden aan Jezus en God. North was verbijsterd door deze ingreep die zou verhinderen dat de tot leven gewekte Klaatu zijn eindspeech zou kunnen houden, het belangrijkste deel van de film, waar de aarde wordt gewaarschuwd om te kiezen voor vrede of vernietiging. Hij debatteerde lang met Blaustein en Wise en uiteindelijk werd besloten tot een compromis. Klaatu zou tot leven worden gewekt, maar er zou worden aangegeven dat dit voor een beperkte periode was en dat de macht over leven en dood toebehoort aan de Almachtige. Dit compromis werd door Breen aanvaard.

## Acteurs
Nadat het scenario van Edmund North was aanvaard en Robert Wise was aangetrokken als regisseur begonnen de audities. Blaustein en Wise overwogen om Spencer Tracy of Claude Rains aan te trekken als Klaatu. Rains trok zich terug vanwege verplichtingen op Broadway en Tracy viel af omdat Darryl F. Zanuck, de baas bij 20th Century Fox, liever een meer onbekende acteur wilde. Het was Zanuck die de Britse acteur Michael Rennie noemde. Rennie had nog maar in één Amerikaanse film gespeeld en net een contract met 20th Century Fox afgesloten. Volgens Zanuck zou de nog relatief onbekende Rennie sneller worden geaccepteerd als ‘alien’dan een bekende acteur als bijvoorbeeld Spencer Tracy. Voor de rol van professor Barnhardt (geïnspireerd op wetenschapper Albert Einstein), was acteur Sam Jaffe aangetrokken. Maar Jaffe had problemen gekregen met de House Committee on Un-American Activities (HUAC) over zijn vermeende communistische sympathieën. De studio wilde hem ontslaan, maar producent Julian Blaustein sprong voor de acteur in de bres. Op verzoek van Blaustein gaf Zanuck toestemming om de rol door Jaffe te laten spelen. Niet veel later kwam Jaffe op de Zwarte lijst van Hollywood en kon hij lange tijd geen films maken. Voor de rol van Helen Benson was aanvankelijk actrice Anne Baxter favoriet, maar ze werd uiteindelijk vervangen door Patricia Neal. Studiobaas Zanuck stelde voor om acteur Jack Palance in te huren als de robot Gort. Toen echter bleek dat de acteur verborgen zou zijn achter een helm en een pak, zocht men een andere oplossing. De twee meter lange portier van het Grauman Chinese Theatre, Lock Martin, werd uiteindelijk uitverkoren. Martin was wel lang, maar niet erg sterk en de mensen van de afdeling speciale effecten deden hun uiterste best om te suggereren dat Gorth mensen kon optillen.

## Productie

### Opnamen
Op 9 april 1950 begon regisseur Robert Wise met de opnamen. Hij had de beschikking over een buget van 960.000 dollar. Het bedrag zou oplopen tot 1,2 miljoen, ondanks de voortdurende eis van 20th Century Foxbaas Zanuck om de kosten te drukken. Om die reden werd het grootste deel van de film opgenomen in de studio en op het buitenterrein achter de studio. Een tweede filmploeg maakte opnames in Washington en op de militaire basis, Fort Meade In Maryland. Geen van de acteurs in de belangrijke rollen reisde naar Washington of Maryland. De scènes waarin Klaatu en Bobby te zien bij het Arlington Cementery en het Lincoln Memorial werd opgenomen door de acteurs voor grote schermen te plaatsen waarop beelden van deze plekken te zien zijn. Er werd gebruikgemaakt van personen die erg leken op de acteurs Billy Gray (Bobby) en Michael Rennie (Klaatu). Deze personen werden gefilmd terwijl ze door Washington liepen. Later werden deze scènes in de film gemonteerd.
Het was de bedoeling van Wise op de film een documentair tintje te geven om zodoende de boodschap van de film, ‘laten we vrede sluiten voor het te laat is’, goed te laten uitkomen. Om die reden wilde Wise ook gebruikmaken van echte militairen. Het was dan ook een tegenslag dat het ministerie van defensie weigerde soldaten, voertuigen en uitrusting ter beschikking te stellen omdat men het niet eens was met het thema van de film en de manier waarop het leger in de film wordt gepresenteerd. Wise moest uitwijken naar de National Guard. In de VS heeft elke staat een eigen legermacht, bestaande uit vrijwilligers, die meestal wordt ingezet bij rampen of grote rellen. De National Guard beschikt over dezelfde uniformen en uitrusting als het reguliere Amerikaanse leger. Wise kreeg wel alle hulp en medewerking van de Washington National Guard voor de opnamen. Om het documentaire element te benadrukken vroeg Wise echte journalisten en radioreporters uit die tijd zoals, Gabriel Heatter, H.V. Kaltenborn en Drew Pearson om mee te doen in de film. 
Tijdens de opname van de scène waarbij de menigte terugwijkt en vlucht voor de robot Gort ging het mis. Het was de bedoeling dat de figuranten zogenaamd in blinde paniek zouden vluchten, maar wat Wise ook probeerde de groep amateurs die waren ingehuurd voor de scène was niet in beweging te krijgen. Men liep wel wat sneller, maar het zag er niet als paniek. Nadat hij het diverse keren had geprobeerd, gaf Wise het op. In de montage liet hij de scène versnellen, waardoor de menigte sneller lijkt te bewegen. Maar ook dat mislukte. Iedereen kan zien dat alles kunstmatig is en dat de massa niet echt in paniek is. Ook actrice Patricia Neal had moeite om serieuze paniekreacties te laten zien. Tijdens de opnamen had ze het gevoel in een B-film te zijn terechtgekomen. Ze zag de film als een soort SF-pulp van de jaren dertig, waarbij buitenaardse wezens de heldin ontvoeren en had moeite om haar teksten uit te spreken zonder in lachen uit te barsten. Pas later drong het tot haar door dat ze in belangrijke SF-film was beland.

### Speciale effecten
Aangezien ‘’The Day the Earth Stood Still’’ niet in de ruimte speelt, waren er niet veel speciale effecten nodig. Veel aandacht ging uit naar het ruimteschip en de robot Gort. 
Het ruimteschip, een zeer elegant uitziende vliegende schotel, was in Parijs vervaardigd van hout, draad en gips. Omdat het schip er naadloos moest uitzien was de spleet bij de deur opgevuld met stopverf en later overgeschilderd. Als de deur moest worden opgemaakt werd de stopverf weggehaald waardoor de deur zichtbaar werd. Om te suggereren dat deur naadloos werd gesloten, werden de opnamen waar de deur en de afrit naar buiten komen, omgekeerd afgedraaid. De ontwerpen voor het interieur waren van Thomas Little en Claude Carpenter. Ze vroegen advies aan de beroemde architect Frank Lloyd Wright. 
De robot Gort werd gespeeld door Lock Martin, een portier van ruim twee meter. Martin was wel lang maar niet erg sterk en was niet in staat om Michael Rennie en Patricia Neal in zijn armen te dragen. Er werden draden aangebracht in de armen om hem te ondersteunen. Bij de scène waarin Gort Patricia Neal draagt zijn die draden duidelijk te zien. Bij sommige opnames werden de acteurs vervangen door poppen of zelfs kinderen. In de scène waar Gort Klaatu het schip draagt, ligt Michael Rennie op een dolly. De camera stond zo opgesteld dat het apparaat niet te zien is. Het zware pak dat Lock Martin moest dragen zat zeer oncomfortabel en hij kon niet langer dan een half uur in het kostuum doorbrengen. Er waren twee versies van het robotkostuum. De ene versie voor de opnamen waarbij de voorkant van Gort is te zien en waarbij het pak aan de achterkant is dichtgeregen een voor de opnamen waar hij aan de achterkant te zien en de veters aan de voorkant zitten. Voor de opnames van de afscheidsspeech moest Gort zichtbaar zijn op de achtergrond. Lock Martin stond op de oprit naar het ruimteschip stil te wachten. De opnames duurden echter lang en Martin kreeg moeite met stilstaan en had last van spasmes in zijn armen. In de film is te zien dat zijn armen lichtjes bewegen.

### Muziek
Componist Bernard Herrmann was verantwoordelijk voor de muziek. Hij maakte gebruik van een elektrische viool, cello en contrabas en twee theremins (bespeeld door dr. Samuel Hoffman en Paul Shure), twee Hammondorgel, een elektrisch orgel, twee vibrafoons, drie klokkenspelen, marimba, tamtam, twee bass drums, drie timpanisets, twee piano’s, celesta, twee harpen, een hoorn, drie trompetten, drie trombones, en vier tuba’s.
Bij de geluidsmix werd gebruik van overdubbing en omgekeerd afgedraaide banden.

## Prijzen
- Golden Globe voor de film die het meest heeft bijgedragen aan wederzijds begrip tussen naties
- Golden Globe voor de muziek van Bernard Hermann

## Klaatu als metafoor
‘’The Day the Earth Stood Still’’ was geen doorsnee Sf-fim. Het was een film met een boodschap, waarbij die boodschap was verpakt in het SF-thema. Hetzelfde zou later worden gedaan met High Noon waarbij de boodschap werd doorgegeven via het westernthema.

### De anti-oorlogsboodschap
De film heeft een duidelijke anti-oorlogsboodschap. Tussen 1945 – 1950 was de angst voor een nucleair conflict alleen maar toegenomen, zeker toen bleek dat de Russen ook konden beschikken over de atoombom. Voor het eerst in de geschiedenis dreigde de volledige vernietiging van de aarde. Net als na de Eerste Wereldoorlog, toen de Volkenbond werd opgericht, probeerde men na de Tweede Wereldoorlog opnieuw blijvende vrede te creëren door het oprichten van de Verenigde Naties. De Verenigde Naties wordt in de film afgeschilderd als een krachteloze organisatie, een mening die in die tijd ontstond bij veel mensen. De vredesboodschap zoals die in ‘’The Day the Earth Stood Still’’ door geleerden wordt verwoord, wordt niet gehoord door de overheden. Aan de andere kant zit er een totalitair kantje aan Klaatu's boodschap: doe met ons aliens mee of bereid je voor op vernietiging. Dit gezichtspunt vond weerklank bij de anticommunisten in de VS in die tijd. Voor Blaustein, North en Wise was de vredesboodschap erg belangrijk. Alles in de film is gericht op de speech die Klaatu aan het einde van de film houdt en waarin de aarde wordt gewaarschuwd voor totale vernietiging als men niet ophoudt elkaar te bevechten.

### De messiasmetafoor
Meer verborgen is de andere boodschap die van de komst en dood van de messias. Scenarist Edmund North beschouwde dit als zijn privé-grapje. Hij stopte allerlei verwijzingen naar de komst van Jezus in zijn scenario.Het lijkt er namelijk op dat de buitenaardse Klaatu een metafoor is voor een messias, een opnieuw geboren Jezus. De parallellen zijn opvallend. Uit de hemel komt een wezen dat wordt bespot, vernederd en vermoord vanwege zijn vredesboodschap. Het wezen gaat tussen de mensen wonen om hen te leren kennen. Ook Jezus leefde tot zijn dertigste anoniem onder de mensen. Klaatu neemt de naam "Carpenter" (Timmerman) aan als hij onder de mensen gaat wonen, terwijl Jezus van Nazareth ook een timmerman was. Verder is er de vergelijking tussen Klaatu en de onbegrepen Jezus die men probeerde te doden. Het verhaal van Jezus als kindervriend is weer terug te vinden in de tocht van Klaatu met de jonge Bobby door Washington. Tijdens die tocht blijkt dat Klaatu beschikt over een grote wijsheid, net zoals Jezus. Als professor Barnhardt er op aandringt dat Klaatu een teken geeft van zijn macht, is dat een vergelijking met het evangelie, waarin ook wordt gevraagd om een teken van de goddelijke macht van Jezus. Ook het sterven en de wederopstanding van Klaatu, alsmede zijn ultieme reis naar de sterren, zijn hemelvaart, maakt de vergelijking plausibeler. De vergelijkingen met Jezus was ook de Production Code Association opgevallen. Deze organisatie controleerde de scenario’s van Hollywoodfilms aan de hand van de Hays Code Hollywoods zelfcensuur. Men maakte bezwaar tegen de opwekking van Klaatu uit de dood. Dit stuitte op religieuze bezwaren, alleen God is in staat te beschikken over leven en dood. Scenarist North werd gedwongen om een aantal regels aan het scenario toe te voegen om dit te veranderen. In het veranderde scenario blijkt Klaatu alleen tijdelijk uit de dood herrezen, want ‘alleen de Almachtige heeft de macht over leven en dood’.

## Klaatu barada nikto
Klaatu barada nikto is het commando waarmee de robot Gort een halt kan worden toegeroepen. Het wordt gebruikt als commando om de vernietiging van de Aarde een halt toe te roepen.. Een vertaling van het commando wordt in de film niet gegeven. In de documentaire ‘’Decoding "Klaatu Barada Nikto’’ wordt geprobeerd een verklaring voor de woorden te vinden. In de docu verklaart regisseur Robert Wise dat scenarist Edmund North tegen hem had gezegd dat hij de woorden gewoon goed vond klinken. Billy Gray, die de rol van Billy speelt dacht dat ‘’Klaatu Barada Nikto’’ betekende: “redt de aarde”. Een interessante verklaring wordt in de documentaire gegeven door de weduwe van Julian Blaustein, Florence. Volgens haar passeerde North op weg naar zijn werk elke dag de “Baroda street”. Volgens filmhistoricus Steven Jay Rubin was de vertaling simpel. Hij herinnerde zich een interview met North die de volgende verklaring gaf: “Het betekent; ‘er is hoop voor de aarde, als we de wetenschappers kunnen bereiken.”

## Klaatu in andere media
- De Canadese band Klaatu ontleende zijn naam aan de hoofdpersoon in deze film. In de jaren 70 baarde deze band opzien door volledig anoniem een aantal platen uit te brengen, waaronder de single A Routine Day, zonder enige vermelding van bandleden, schrijvers of producenten. Volgens de geruchtenmachine zou het gaan om een geheime terugkomst van The Beatles, maar dit gerucht werd later ontkracht.
- De buitenaardse wezens die hulp zoeken in de film Galaxy Quest, beweren afkomstig te zijn uit de "Klaatu Nebula".[3]

## Nieuwe versie
- In 2008 is er een nieuwe versie van deze film uitgekomen met Keanu Reeves in de rol van Klaatu.